# Парма (Айдахо)
Вижте пояснителната страница за други значения на Парма.
Парма (на английски: Parma) е град в окръг Кениън, щата Айдахо, САЩ. Парма е с население от 1771 жители (2000) и обща площ от 2,4 km². Намира се на 680 m надморска височина. ЗИП кодът му е 83660, а телефонният му код е 208.